# Notmark-Hundslev Station
Notmark-Hundslev Station er en tidligere jernbanestation i Hundslev på Als. Den var beliggende ved den tidligere kro, hvor der blev indrettet ventesal og billetsalg fra åbningen i 1898 til lukningen i 1933.
Stationen havde et forholdsvis stort kundegrundlag. I Hundslev og Notmark alene var der ca. 700 indbyggere og med til oplandet hørte også Fynshav, Almsted, Helved og Katryd.
|  | Denne artikel om stationen Notmark-Hundslev Station kan blive bedre, hvis der indsættes et (bedre) billede. Du kan hjælpe ved at afsøge Wikimedia Commons for et passende billede eller uploade et godt billede til Wikimedia Commons iht. de tilladte licenser og indsætte det i artiklen. |

| Jernbane | Spire Denne jernbaneartikel er en spire som bør udbygges. Du er velkommen til at hjælpe Wikipedia ved at udvide den. |

54°59′0.24″N 9°55′19.6″Ø / 54.9834000°N 9.922111°Ø